# Символ индийской рупии
Символ или знак индийской рупии (₹) — типографский символ, который входит в группу «Символы валют» (англ. Currency Symbols) стандарта Юникод: оригинальное название — Indian rupee sign (англ.); код — U+20B9. Используется для представления национальной валюты Индии — рупии.
Характерные символы, выполняющие эти функции: ₹ • Re. (мн. Rs.) • ₨. Кроме того, для краткого представления индийской рупии используются коды стандарта ISO 4217: INR и 356.

## Начертание
15 июля 2010 года по итогам конкурса на лучший дизайн знака индийской рупии Объединённый кабинет Индии утвердил в качестве символа национальной валюты графему . Этот знак представляет собой перечеркнутую в верхней части букву «र» деванагари, одной из разновидностей индийского письма, используемой сразу в нескольких официальных и местных языках Индии: в санскрите, хинди, маратхи, синдхи, бихари, бхили, марвари, конкани, бходжпури, непали, неварском языке, а также иногда в кашмири и романи. Характерной особенностью письма деванагари является верхняя (базовая) горизонтальная черта, к которой прикреплены «свисающие» вниз буквы. При этом символ близок по написанию и к латинской букве «R» без вертикальной линии. Согласно официальному описанию символа, такое сходство представляет индийскую экономику как на национальном, так и на интернациональном уровне; две горизонтальные линии с белым пространством между ними напоминают флаг Индии и в то же время похожи на знак равенства, часто используемый в финансовых расчётах.
Автором знака является Удая Кумар (Udaya Kumar), студент Индийского политехнического института в Мумбаи, получивший в качестве вознаграждения 250 тыс. рупий (около 5,5 тыс. долларов).

## Использование в качестве сокращения названий денежных единиц
Символ «₹» является официальным символом национальной валюты Индии — рупии (англ. Rupee).